# Césarpriset
Césarpriset (franska: César du cinéma) är ett franskt nationellt filmpris, uppkallat efter den franske skulptören César som utformat den statyett som delas ut. Priset utdelades första gången 1976. Utdelningen sker årligen i februari i Théâtre du Châtelet i Paris och direktsänds i fransk TV.
De nominerade väljs av medlemmarna i Académie des arts et techniques du cinéma. Priset har fått sitt namn efter skulptören César Baldaccini (1921–1998).

## Priskategorier

### Huvudkategorier
- Bästa film
- Bästa regi
- Bästa manliga huvudroll
- Bästa kvinnliga huvudroll
- Bästa manliga biroll
- Bästa kvinnliga biroll
- Mest lovande manliga skådespelare
- Mest lovande kvinnliga skådespelare
- Bästa manus efter förlaga
- Bästa originalmanus
- Bästa debutfilm
- Bästa utländska film
- Bästa animerade film
- Bästa dokumentärfilm
- Bästa kortfilm
- Bästa foto
- Bästa kostym
- Bästa klippning
- Bästa filmmusik
- Bästa scenografi
- Bästa ljud

### Specialpriser
- Heders-César
- Prix Daniel Toscan du Plantier
- Trophée César & Techniques
- Médaille d’Or